# Williams County, Ohio
Williams County är ett administrativt område i delstaten Ohio, USA, med 37 642 invånare. Den administrativa huvudorten (county seat) är Bryan. 

## Geografi
Enligt United States Census Bureau så har countyt en total area på 1 096 km². 1 092 km² av den arean är land och 3 km² är vatten.      

### Angränsande countyn
- Hillsdale County, Michigan - norr
- Fulton County - öst
- Henry County - sydost
- Defiance County - söder
- DeKalb County, Indiana - sydväst
- Steuben County, Indiana - nordväst